# Champagne (Yukon)
Pour les articles homonymes, voir Champagne.
Champagne Landing est une localité du Yukon au Canada, qui abrite 24 habitants (chiffre du recensement de 2006), membres de la communauté autochtone des Champagne and Aishihik First Nations.
Elle est située sur la Route de l'Alaska, entre Whitehorse et Haines Junction au mile 968.
Champagne est située sur la rivière Dezadeash, un affluent de la rivière Alsek, sur le Dalton Trail où un comptoir avait été établi en 1902. La Route de l'Alaska ne traverse plus le village, son tracé ayant été modifié à la fin de 2002, mais l'ancienne route le dessert toujours.

## Démographie
| 2001 | 2006 | 2011 | 2016 |
| ---- | ---- | ---- | ---- |
| 20   | 24   | 25   | 20   |